# Александр (син Ірода Великого)
Александр (бл. 35 р до н. е. — 7 р. до н. е. Севастія) — син Ірода Великого та його другої дружини Маріамни. Його молодший брат Арістобул також був від цього шлюбу. Обидва брати довший час були спадкоємцями трону Ірода Великого. У 7 р до н. е. обоє страчені через державну зраду.

## Походження
По батьківській лінії Маріамна була внучкою Арістобула ІІ, останнього незалежного царя династії Хасмонеїв перед тим, як Юдея стала провінцією Римської імперії. По материнській лінії Маріамна була внучкою Гіркана ІІ, первосвященика. ЇЇ бабусею була цариця Юдеї — Саломея Александра. Із шлюбу з Іродом Маріамна народила п'ятеро дітей: Александр, Арістобул, дочка Салампсо, дочка Кіпра, та третій син, що помер рано, ім'я якого невідоме. У 29 р. до н. е. Маріамну, їх матір, через звинувачення у зраді страчено і ця подія залишила глибокий слід у долі братів.

## Освіта у Римі
У 22 році до н. е. Арістобул та Александр послані у Рим здобувати освіту. Вони спочатку проживали і виховувалися у домі римлянина, державного діяча Полліона. Пізніше їх переселили у помешкання Палацу імператора Августа. Перебування у Римі тривало близько 5 років.

## Спадкоємці
Після свого повернення у Юдею 17 р. до н. е. Арістобул та Александр були привітно зустрінуті населенням. Через своє хасмонейське походження та привабливий вигляд обидва брати мали прихильне ставлення до себе та сподівання у поверненні хасмонеїв на трон. Однак при царському дворі до них було насторожливе ставлення через їх відкрите бажання помсти за свою страчену матір. Особливо цим були стривожені сестра Ірода Великого — Саломея, та їхній брат Ферорас. По поверненню з Рима одружився з Глафірою — дочкою царя Каппадокії Архелая. У цьому шлюбі народжені діти: Тигран та Александр та донька, ім'я якої не збереглося.

## Страта
Інтриги, розіграні лакедомійцем Евриклом, та старшим сином Ірода Великого Антипатром, що переконали Ірода Великого у змові двох синів проти нього — привели до фатальних наслідків. Обидва брати за дозволом імператора Октавіана Августа мали постати перед судом у Бейруті. Проте вони не змогли взяти участь у суді. За вироком суду обидва брати були повішені у Севастії — місті де 30 років до того Ірод Великий і Маріамна святкували весілля.